# نیکلای کوپرنیکوس
نیکلای کوپرنیکوس (به دانمارکی: Nicolaj Kopernikus) بازیگر اهل دانمارک است.
از فیلم‌ها یا مجموعه‌های تلویزیونی که وی در آن‌ها نقش داشته‌است، می‌توان به جنایت، نیمکت، پل، کافه هکتور و آدمکشان میدسامر اشاره نمود.